# Copilărie furată
Copilărie furată este un film românesc din 2004 regizat de Pavel Constantinescu.